# Финёв Луг
Финёв Луг — деревня, входящая в состав Тёсово-Нетыльского сельского поселения Новгородского муниципального района Новгородской области.

## История

### Великая Отечественная война
В августе 1941 года деревня была оккупирована немецкими войсками. В январе 1942 года была предпринята попытка деблокирования Ленинграда силами Второй Ударной армии, в результате которой 26 января деревня была освобождёна и даже успела оказаться в тылу советской обороны, но к концу апреля наступление захлебнулось и Ставка ВГК приняла решение отводить армию. За период конца апреля — начала мая Финёв Луг несколько раз с тяжёлыми боями переходил из рук в руки, после чего был повторно захвачен немецкими войсками. Окончательно освобождён был в январе 1944 года в ходе Новгородско-Лужской операции.

### Послевоенное время
С 1940-х до 1967 года существовал Финёвский лесопункт Новгородского леспромхоза, который заготавливал лес для деревообрабатывающего комбината в посёлке Тёсово-Нетыльский. Вокруг посёлка располагалась большая сеть узкоколейных железных дорог колеи 750 мм для вывозки торфа, в лучшие годы насчитывавшая более 150 км магистральных путей. Линия узкоколейной железной дороги пересекалась с линией МПС: Новолисино — Новгород-на-Волхове в разных уровнях.
До весны 2010 года Финёв Луг входил в состав ныне упразднённого Тёсово-Нетыльского городского поселения.